# Juan Carlos Coral
Juan Carlos Hipólito Coral (Quequén, provincia de Buenos Aires; 24 de noviembre de 1933 - 23 de agosto de 2018) fue un político argentino, uno de los más destacados dirigentes del Partido Socialista Argentino durante los años sesenta compartiendo la militancia política socialista con Alfredo Palacios. Coral se distinguía por el uso del moño como se muestra en la foto y por su abundante bigote negro. En ocasiones usaba un poncho de vicuña. 
En 1963 fue elegido diputado nacional y en las elecciones presidenciales de septiembre de 1973 fue candidato a presidente por el Partido Socialista de los Trabajadores.

## Biografía

### Primeros años
Juan Carlos Hipólito Coral nació el 24 de noviembre de 1933 en la ciudad costera de Quequén, provincia de Buenos Aires.

### Actividad política
Coral comenzó en la política en el Partido Socialista en 1955 tras el golpe de Estado autodenominado «Revolución Libertadora», el cual derrocó al presidente electo Juan Domingo Perón.En su trayectoria Coral se identificó con el ala del partido que había expresado su solidaridad y defensa de la revolución cubana. La consigna de la elección de 1963 era: " En Cuba los barbudos y aquí los bigotudos"  en referencia a Palacios y a Coral. En 1963 fue elegido diputado nacional durante la presidencia de Arturo Umberto Illia.
Coral fue tapa de la revista Confirmado en 1965 que le hizo un reportaje con el titular: ¿Una Argentina socialista? Participó de la Primera Conferencia Tricontinental de Solidaridad Revolucionaria que dio origen a las OLAS ( Organización Latinoamericana de Solidaridad) en julio y agosto de 1967 durante el gobierno de Onganía. Fue uno de los pocos argentinos que participó de la delegación que presidía John William Cooke.  Coral dirigió la publicación partidaria " Los de abajo". En 1972  se fusionaron el PSA de Coral con  el PRT-La Verdad que dirigía Hugo Bressano  dando origen al PST ( Partido de los Trabajadores Socialistas).

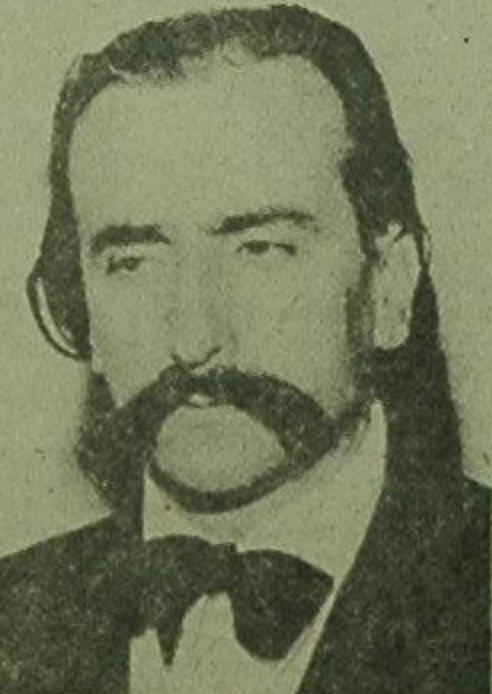
Juan Carlos Coral en septiembre de 1973.

En las elecciones presidenciales de septiembre de 1973, Coral y su compañero de fórmula, José Francisco Páez, quedaron en cuarto y último puesto con el 1,54 % de los votos, resultando electo Juan D. Perón.
Tras el golpe de Estado autodenominado «Proceso de Reorganización Nacional» el cual derrocó a la presidenta María Estela Martínez de Perón, Coral se exilió en Venezuela y abandonó toda actividad política.

### Fallecimiento
Juan Carlos Coral falleció en la madrugada del 23 de agosto de 2018 a los 84 años.